# Stemodia schottii
Stemodia schottii är en grobladsväxtart som beskrevs av Holzinger. Stemodia schottii ingår i släktet Stemodia och familjen grobladsväxter. Inga underarter finns listade i Catalogue of Life.